# Yasuto Honda
Yasuto Honda (jap. 本田泰人 Honda Yasuto; ur. 25 czerwca 1969 w Kitakiusiu) – japoński piłkarz, reprezentant kraju.

## Kariera klubowa
Od 1988 do 2006 roku występował w klubach Honda i Kashima Antlers.

## Kariera reprezentacyjna
W reprezentacji Japonii zadebiutował w 1995. W reprezentacji Japonii występował w latach 1995-1997. W sumie w reprezentacji wystąpił w 29 spotkaniach.

## Statystyki
| Reprezentacja Japonii | Reprezentacja Japonii | Reprezentacja Japonii |
| Rok                   | Mecze                 | Gole                  |
| --------------------- | --------------------- | --------------------- |
| 1995                  | 2                     | 0                     |
| 1996                  | 13                    | 0                     |
| 1997                  | 14                    | 1                     |
| Razem                 | 29                    | 1                     |

## Osiągnięcia
- J-League: 1996, 1998, 2000, 2001
- Puchar Cesarza: 1997, 2000
- Puchar J-League: 1997, 2000, 2002